# NGC 7361
NGC 7361 (również IC 5237, PGC 69539 lub UGCA 434) – galaktyka spiralna (Sc), znajdująca się w gwiazdozbiorze Ryby Południowej. Odkrył ją John Herschel 28 września 1834 roku.